# Afrodite tipo Louvre-Napoli

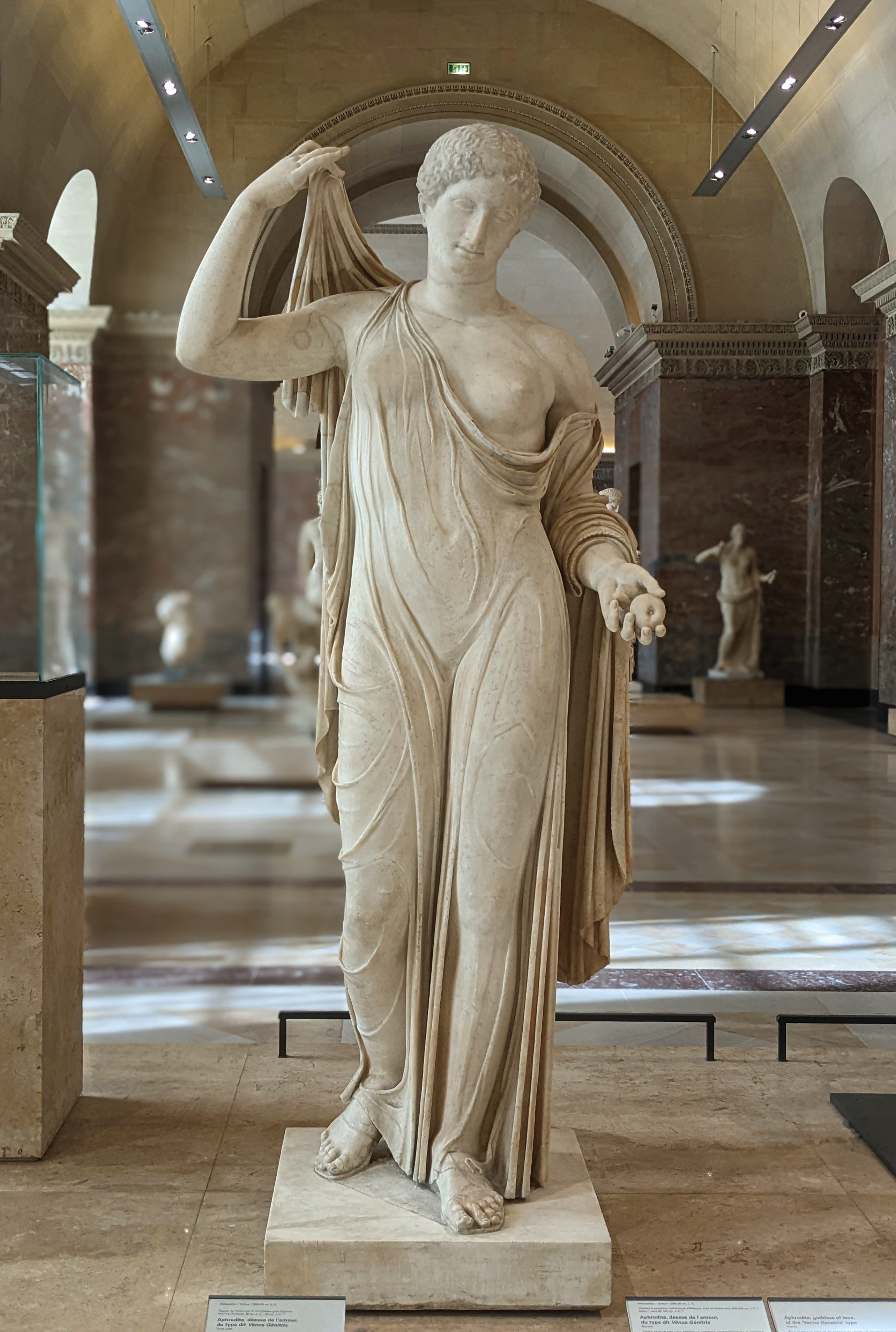
Afrodite detta "del Fréjus", Museo del Louvre

L'Afrodite "Louvre-Napoli" era una statua greca attribuita allo scultore Callimaco e datata alla fine del V secolo a.C.,  nota da numerose copie o rielaborazioni della scultura romana. Il tipo scultoreo è citato anche come "Afrodite del Fréjus" o come "Venere Genitrice".
L'originale poteva essere in bronzo secondo alcuni studiosi o in marmo secondo altri. È stato supposto che possa essere identificato con un simulacro di culto che Callimaco avrebbe realizzato per un tempio di Corinto o dell'agorà di Atene o ancora di Trezene (Afrodite Nymphia, citata da Pausania). Afrodite è raffigurata in piedi coperta da una lunga veste, ma con spalla e seno sinistri scoperti. Nella mano sinistra tiene racchiusa una mela, forse il pomo d'oro di Paride: in tal caso sarebbe da interpretare come un'Afrodite vincitrice (della gara di bellezza tra le dee). Il tipo statuario è stato interpretato anche come un'Afrodite protettrice delle spose nel giorno delle nozze.
La figura si ispira a modelli policletei per il ritmo contrapposto delle braccia e delle gambe (poggia sulla gamba sinistra tesa, con la destra piegata e leggermente più indietro, e leva in alto il braccio destro). Il corpo è rivestito da un panneggio sottile e aderente, quasi trasparente, che richiama effetti delle sculture fidiache del Partenone, con pieghe lineari e nitide.

## Principali repliche
A partire dal IV secolo a.C. la statua originale ispirò nuove creazioni con varianti e trasformazioni. Dalla prima metà del I secolo a.C. fu replicata da figurine in terracotta.
Si è supposto che l'Afrodite di Callimaco possa aver ispirato la Venere Genitrice, opera dello scultore Arcesilao (Arkesilas), commissionata da Cesare come simulacro di culto nel tempio della dea al Foro di Cesare. Per l'importanza nella propaganda imperiale di questa scultura furono realizzate numerose copie nel corso della prima età imperiale. Altre copie sono ascrivibili in particolare all'epoca adrianea, in seguito alla devozione dell'imperatrice Sabina per Venere Genitrice.
Le copie conosciute sono state suddivise in tre gruppi: nel primo la dea ha la spalla e il seno sinistro scoperto, come nell'originale; nel secondo il petto è coperto (si tratta di una variante romana utilizzata con teste ritratto anche di imperatrici); il terzo consiste in elaborazioni e varianti derivate dal modello originale.
Il tipo è conosciuto come "Louvre-Napoli" per le due copie "capostipiti" (le più vicine all'originale, che nella storia degli studi hanno permesso l'identificazione del tipo), conservate nel Museo del Louvre a Parigi e nel Museo archeologico nazionale di Napoli.
| Denominazione                  | Museo                                                             | Provenienza | Datazione della copia                                            | Note          | Immagine |
| ------------------------------ | ----------------------------------------------------------------- | --- | ---------------------------------------------------------------- | ------------- | --- |
| Afrodite detta "del Fréjus"    | Museo del Louvre (Parigi)                                         | probabilmente proveniente da Napoli | ritenuta una copia romana della fine del I - inizi del II secolo | [ 16 ]        | (vedi più in alto nella pagina) |
| Afrodite                       | Museo archeologico nazionale (Napoli)                             | attestata nella collezione di casa Sassi ad Ercolano, passata a Roma alla collezione Medici e poi Farnese | ritenuta copia di epoca adrianea                                 | [ 17 ]        | Foto Alinari. |
| Charis (senza testa)           | Museo nazionale romano (Roma), sede di palazzo Massimo alle Terme | rinvenuta nel 1862 negli scavi della Domus Tiberiana sul Palatino, forse proveniente dal tempio della Magna Mater (come Venere Genitrice) | ritenuta copia di epoca adrianea                                 | [ 18 ] [ 19 ] | Foto Scala (Firenze). URL consultato il 23 novembre 2014 (archiviato dall'url originale il 24 settembre 2015).; Foto su AncientRome.ru.; Foto AERIA (JPG). URL consultato il 23 novembre 2014 (archiviato dall'url originale il 16 luglio 2007). (Friedrich-Alexander-Universität Erlangen-Nürnberg) |
| Venere Genitrice               | Galleria Borghese (Roma)                                          | |                                                                  | [ 20 ]        | Foto Alinari.; Foto Scala (Firenze). URL consultato il 23 novembre 2014 (archiviato dall'url originale il 24 settembre 2015).; Foto AERIA (JPG). URL consultato il 23 novembre 2014 (archiviato dall'url originale il 4 marzo 2016). (Friedrich-Alexander-Universität Erlangen-Nürnberg)             |
| Venere Genitrice               | Galleria Colonna (Roma)                                           | |                                                                  | [ 21 ]        | Foto AERIA (JPG). URL consultato il 23 novembre 2014 (archiviato dall'url originale il 4 marzo 2016). (Friedrich-Alexander-Universität Erlangen-Nürnberg) |
| Venere Genitrice (senza testa) | Musei Capitolini (Roma), sede della Centrale Montemartini         | proveniente dall'Esquilino (Giardini di Mecenate) |                                                                  |               | |
| Venere Genitrice               | Musei Vaticani                                                    | |                                                                  | [ 22 ]        | Foto AERIA (JPG). URL consultato il 23 novembre 2014 (archiviato dall'url originale il 16 luglio 2007). (Friedrich-Alexander-Universität Erlangen-Nürnberg) |
| Sabina come Afrodite           | Museo archeologico (Ostia antica)                                 | |                                                                  |               | |
| Afrodite                       | Galleria degli Uffizi (Firenze)                                   | proveniente da Roma, villa Borghese |                                                                  | [ 23 ]        | Foto AERIA (JPG). URL consultato il 23 novembre 2014 (archiviato dall'url originale il 4 marzo 2016). (Friedrich-Alexander-Universität Erlangen-Nürnberg) |
| Afrodite velata                | Mantova                                                           | da Roma, collezione di Giovanni Ciampolini e spostato a Mantova da Giulio Romano |                                                                  | [ 24 ]        | |
| Afrodite                       | Museo archeologico di Argo                                        | da Larissa |                                                                  | [ 25 ]        | |
| Afrodite (senza testa)         | Museo archeologico (Salonicco o Tessalonica)                      | |                                                                  | [ 26 ]        | |
| Afrodite                       | Museo del Louvre (Parigi)                                         | proveniente da Villa Borghese a Roma (1638-1808), con testa probabilmente non pertinente | copia di epoca antonina in marmo pentelico                       | [ 27 ]        | |
| Afrodite                       | Holkham Hall di Holkham (Norfolk                                  | acquistata a Roma nel 1749 | replica di epoca flavia                                          | [ 28 ]        | |
| Afrodite                       | Museo dell'Hermitage di San Pietroburgo                           | proveniente dalla collezione di Campana di Roma, acquistata nel 1861, con testa non pertinente |                                                                  |               | |
| Venus Genitrix (senza testa)   | Metropolitan Museum of Art (New York)                             | |                                                                  |               | |
| Afrodite                       | Detroit Institute of Arts (Detroit)                               | | attribuita al I secolo d.C.                                      | [ 29 ]        | Foto DIA. URL consultato il 4 febbraio 2018 (archiviato dall'url originale il 23 settembre 2015). |
| Venus Genetrix (senza testa)   | Jean Paul Getty Museum (Malibù)                                   | | attribuita al II secolo                                          | [ 30 ]        | Foto Getty Museum. |
| Venus Genetrix (senza testa)   | Royal Ontario Museum (Toronto)                                    | |                                                                  | [ 31 ]        | |
| Venus Genitrix                 |                                                                   | rinvenuta a Villa Adriana dal duca Braschi e passata alla collezione Vescovali, identificata con una Flora posseduta dal conte Giuseppe Fede e passata poi al Museo Pio Vaticano, e restaurata dal Cavaceppi e vista poi da Piranesi nello studio di Pacetti: questa scultura venne poi donata a papa Pio VI e passò a palazzo Braschi |                                                                  | [ 32 ]        | |